# Anika Beer
Anika Beer (Pseudonyme: Franka Rubus, Ana Jeromin; * 1983) ist eine deutsche Schriftstellerin und Neurobiologin. Sie schreibt vorwiegend in den Bereichen Science-Fiction, Fantasy und Gegenwartsliteratur.

## Biographie
Anika Beer wuchs in Oerlinghausen in Nordrhein-Westfalen auf. Nachdem sie eine Zeitlang in Spanien als Kindermädchen verbracht hatte, studierte sie Neurobiologie an der Universität Bielefeld. Hier arbeitete sie auch, ehe sie sich 2010 als Schriftstellerin selbstständig machte.
Bekannt wurde Beer durch ihre Vampirromane Die Blutgabe und Unberührbar – Die Blutgabe 2, die sie unter dem Pseudonym Franka Rubus veröffentlichte. Unter ihrem Realnamen erschienen mehrere Romane in den Bereichen Jugendfantasy und zwei zeitgenössische Romane, darunter Als die schwarzen Feen kamen und Wenn die Nacht in Scherben fällt. 2018 war sie Teil der Jury des Phantastik-Preises Seraph.
In ihrer Freizeit macht Beer Ju-Jutsu und Iaidō.

## Werke

### Als Franka Rubus
- Die Blutgabe. atb, Berlin 2011, ISBN 978-3-7466-2684-0.
- Unberührbar – Die Blutgabe 2. atb, Berlin 2012, ISBN 978-3-7466-2784-7.

### Als Anika Beer
- Als die schwarzen Feen kamen. cbj, München 2012, ISBN 978-3-570-40147-7.
- Wenn die Nacht in Scherben fällt. cbj, München 2013, ISBN 978-3-570-40202-3.
- Kieselsommer. cbj, München 2017, ISBN 978-3-570-15773-2.
- Niemand soll uns trennen. cbj, München 2019, ISBN 978-3-570-31267-4.
- Am Horizont das Meer. Goldmann, München 2021, ISBN 978-3-442-48867-4.
- Euphoria City. cbj, München 2021, ISBN 978-3-570-31396-1.
- Ein Meer aus Sonnenblumen. Goldmann, München 2022, ISBN 978-3-442-49198-8.
- Succession Game. Piper, München 2022, ISBN 978-3-492-70588-2.
- Requiem für einen blutroten Stern. Drachenmond, Köln 2024, ISBN 978-3-95991-617-2.

### Als Ana Jeromin
- Amaias Lied. Coppenrath, Osnabrück 2015, ISBN 978-3-649-61687-0.
- Sonnentänzer. Coppenrath, Osnabrück 2016, ISBN 978-3-649-66885-5.